# Ланской, Василий Сергеевич
Васи́лий Серге́евич Ланско́й (1754 — 23 июня (5 июля) 1831) — русский военный и государственный деятель: действительный тайный советник (1812), глава ряда губерний, генерал-губернатор Варшавского герцогства (1813—1815), управляющий Министерством внутренних дел в 1823—1828 годах.

## Биография
Происходил из дворянского рода Ланских, известного с конца XV века. Сын помещика Холмского уезда Новгородской губернии Сергея Артемьевича Ланского (1711—1785) от брака его с Анной Фёдоровной Ушаковой (1724—1809). Двоюродный брат фаворита императрицы Екатерины II — генерал-адъютанта А. Д. Ланского. Вместе с братьями (в семье было восемь сыновей) получил домашнее образование.
11 января 1767 года был зачислен в лейб-гвардии Преображенский полк. В 1777 году произведён в прапорщики, 1 января 1781 года — в подполковники с переводом в лейб-гвардии Гренадерский полк, 3 апреля 1783 года назначен генерал-кригскомиссаром. Участвовал в турецкой (1787—1791) и польской (1792—1794) кампаниях, в 1794 году произведён в генерал-майоры. 24 ноября 1794 года произведён в действительные статские советники и назначен саратовским наместником. В апреле 1796 года, после упразднения Саратовской губернии, переведён в Тамбовскую губернию, а с восстановлением первой в 1797 году возвращён на старую должность. 9 июля 1800 года произведён в тайные советники.
Указом Александра I от 9 июня 1803 года освобождён от должности саратовского губернатора и назначен гродненским губернатором. С учреждением Литовско-Гродненской губернии правительством было обращено внимание на то обстоятельство, что в губернском городе Гродно не было ни одного православного храма, отчего для православных жителей города возникали немалые затруднения. В связи с этим возникла мысль о приспособлении под православный храм пострадавшего от пожара здания Фарного костёла (Фара Витовта). Заниматься этим пришлось Ланскому. Указом царя от 29 февраля 1804 года на эти цели было отпущено из государственного казначейства 18 тысяч 341 рубль серебром. Работы по возобновлению храма продолжались около трёх лет, и 7 августа 1807 года церковь была освящена.
В октябре 1809 года назначен сенатором. В 1812 году на Ланского было возложено заведование интендантским управлением действующей армии с возведением в очередной чин действительного тайного советника. При эвакуации казённой собственности, культурных ценностей, чиновников и архивов из Гродненской губернии Ланской действовал нерешительно, ждал указаний от военного губернатора Римского-Корсакова. С 23 декабря 1812 года — действительный тайный советник.
С 25 марта 1813 года по 1815 год — генерал-губернатор Варшавского княжества, с 1814 года по 12 мая 1815 года — президент временного Верховного совета Княжества Варшавского. 15 июня 1815 года назначен наместником Королевства Польского, что повлекло за собой заботы по введению нового порядка управления. 19 ноября 1815 года назначен членом польского Государственного совета, 4 ноября 1819 года — председателем Комиссии по принятию прошений на Высочайшее имя приносимых.
С 1823 по 1828 год Василий Сергеевич Ланской исполнял обязанности председателя Сибирского комитета.
22 февраля 1824 года был избран председателем Комиссии по строительству Исаакиевского собора. С 29 августа 1823 по 19 апреля 1828 года — управляющий Министерством внутренних дел Российской империи, с 22 января 1825 года — член Государственного совета. Принял ряд мер по упорядочению и регламентации деятельности Министерства внутренних дел. По словам Ф. Ф. Вигеля, «труды и наслаждения изнурили умственные силы этого старца еще более, чем телесные»: всеми делами заправляли его подчиненные, каждый по своей части без всякого единства, и за всех бодрствовал один одиозный Аракчеев.
С 1 июня 1826 года состоял членом Верховного уголовного суда по делу декабристов. При его участии из канцелярии, заведовавшей политической полицией, было создано III Отделение Собственной Его Императорского Величества канцелярии (политическая полиция). 19 апреля 1828 года уволен из Министерства внутренних дел и с должности председателя Комиссии прошений с сохранением членства в Государственном совете, 24 февраля 1829 года — со службы.
По отзыву Ф. Ф. Вигеля, Ланской был умным, любезным, неспесивым и нефамильярным, весьма сведущим в делах. В молодости он был лихим гусарским полковником и страстным обожателем женского пола. На посту саратовского губернатора показал себя деятельным и умелым управленцем. С годами стал лыс, «как бильярдный шар».
Последние годы Ланской жил в Петербурге, где и скончался 23 июня (5 июля) 1831 года во время эпидемии холеры. По словам К. Я. Булгакова, «он умер утром и говорили, что точно от холеры, но виноват был в этом сам: всякий день купался, несмотря на холодную погоду, что было ему уже не по летам».

## Награды
- Орден Святой Анны 1-й степени (19 октября 1798); алмазные украшения к этому ордену (15 сентября 1801)[5]
- Орден Святого Иоанна Иерусалимского почётный командорский крест (27 мая 1800)[6]
- Орден Святого Владимира 2-й степени (16 июня 1806)[6]
- Орден Святого Александра Невского (8 февраля 1812); алмазные украшения к этому ордену (22 августа 1826)[7]
- Орден Святого Владимира 1-й степени (20 ноября 1815)[8]
- Орден Святого Станислава 1-й степени (1818, царство Польское)[9]
- Орден Белого орла (1818, царство Польское)[9]
- Орден Красного орла 1-й степени (королевство Пруссия)[9]
- знак отличия беспорочной службы за L лет (22.08.1828)[10]

## Семья
Был дважды женат. Первая жена (полька), фамилия неизвестна.
Вторая жена — Варвара Матвеевна Пашкова (1760-е — 1831), дочь майора, воспитанница княгини М. В. Барятинской и до замужества проживала в доме её дочери княгини Е. Ф. Долгоруковой, где «старалась держаться в стороне от всех». За заслуги мужа 20 ноября 1815 года была пожалована в кавалерственные дамы ордена Святой Екатерины (малого креста). По словам княгини Н. И. Голицыной, дом Ланских был одним из приятнейших в столице:

Это были премилые люди: старик-отец, милая мать и четыре дочери, соперничавшие друг с другом в умении нравиться, масса гостей, никакой чопорности, утонченное воспитание, просвещение, любезность и старинное гостеприимство, согретое сердечностью, столь редкой в Петербурге. Сестер связывала самая нежная и примерная дружба, они составляли как бы одну душу, и эта душа излучала все то, что привлекало к ним друзей.

Скончалась ровно через неделю после смерти мужа, но не от холеры.
В браке родились дети:
- Анна Васильевна (18.08.1793—8.07.1868), фрейлина, по отзыву современников, была очень похожа на императрицу Елизавету Алексеевну; замужем (с 22.01.1817) за действительным статским советником князем Александром Борисовичем Голицыным (1792—1865). Брак оказался несчастливым и супруги жили в разъезде. Их единственная дочь Зинаида (1818—1845) была замужем за камер-юнкером графом К. К. Толем (1817—1884), сыном известного участника Отечественной войны 1812 года генерала К. Ф. Толя.
- Софья Васильевна (25.04.1796—31.03.1877[14]), фрейлина, не замужем.
- Людмила Васильевна (23.06.1799—17.08.1834), замужем (с 30 января 1822 года)[15] за камергером Александром Николаевичем Шахматовым (1797—1859).
- Варвара Васильевна (04.12.1800—26.10.1881[16]), фрейлина, не замужем, умерла от воспаления легких, похоронена на Волковском кладбище.
- Николай Васильевич (18.02.1808—17.08.1845), статский советник.